# Nathan Güntensperger
Nathan Güntensperger (* 24. Mai 1967) ist ein Schweizer Politiker (glp) und Hotelier. Er war vom 5. März 2015 bis am 31. Mai 2018 Mitglied des Grossen Rats des Kantons Bern. Vom 1. Juni 2010 bis am 31. August 2017 war er Mitglied des Stadtrates von Biel/Bienne.
Er ist Mitinhaber der Lago Lodge GmbH in Nidau.
Sein Markenzeichen ist, dass er fast immer barfuss unterwegs ist.